# David Davis (britisk politiker)
 For alternative betydninger, se David Davis. (Se også artikler, som begynder med David Davis)
Den meget ærede David Michael Davis PC MP (født 23. december 1948 i York, England) er en britisk konservativ politiker. David Davis var minister for Brexit fra den 13. juli 2016 og til den 8. juli 2018.

## Medlem af Underhuset
I 1987 blev David Davis medlem af Underhuset for Boothferry-kredsen i Yorkshire og Humber. I 1997 blev kredsen delt i flere mindre kredse, og David Davis fortsatte som underhusmedlem for én af de nye kredse (Haltemprice and Howden i Humberside i Øst Yorkshire).

## Europaminister i 1994 – 1997
David Davis var viceminister for EU-anliggender (Minister of State for Europe) i 1994–1997. Som Europaminister var han underlagt udenrigsministrene Douglas Hurd og Malcolm Rifkind.
I begyndelsen af 1997 blev David Davis medlem af statsrådet.

## Organisatorisk konservativ formand
David Davis var organisatorisk formand for britiske konservative parti i 2001–2002. På denne post blev han efterfulgt af den senere premierminister Theresa May, der var partiets organisatoriske formand i 2002–2003.

## Minister for Brexit fra 2016
Den 13. juli 2016 blev David Davis medlem af Regeringen Theresa May. I regeringen fik han den nyoprettede post som minister for Brexit. Han forlod regeringen den 8. juli 2018.